# 渡辺みり愛
渡辺 みり愛（わたなべ みりあ、1999年〈平成11年〉11月1日 - ）は、日本の舞台女優、YouTuberであり、女性アイドルグループ乃木坂46の元メンバーである。
東京都出身。アリゲーター所属。

## 略歴
中学生活も落ち着いていろいろ探した中、乃木坂46の2期生オーディションがあり、元々ももいろクローバーZを推していてライブに行っていたため、自分もアイドルになって踊りたいと思って応募した。
2013年（平成25年）5月3日、『16人のプリンシパル deux』でお披露目された。同年8月4日の全国握手会（幕張メッセ）で2期生初パフォーマンスを行い、「走れ!Bicycle」で伊藤かりんと初のフロントダブルセンターを披露した。
2015年（平成27年）2月2日、個人ブログを開設。2月22日に開催された『3rd YEAR BIRTHDAY LIVE』で正規メンバーに昇格した。同年6月3日、和田まあやとともにNHK『Rの法則』の第6期・R'sメンバーに決定。2015年12月25日発売の『LOVE berry』のvol.1でファッションモデルとしてデビュー。
2016年（平成28年）6月10日、『乃木坂46時間TV』で秋元真夏・相楽伊織・鈴木絢音・渡辺の4名により「真夏さんリスペクト軍団」を結成した。渡辺は氷担当。同年12月17日公開のアニメ映画『好きになるその瞬間を。〜告白実行委員会〜』のエンディング主題歌（HoneyWorks meets さゆりんご軍団＋真夏さんリスペクト軍団 from 乃木坂46「大嫌いなはずだった。」）に参加、映画本編に声優として生徒役で初出演した。
2017年（平成29年）3月15日、17thシングル「インフルエンサー」のカップリング曲「風船は生きている」のミュージック・ビデオが公開され、初のアンダーセンターを務めることが明らかになった。3月22日、『乃木坂46 アンダーライブ全国ツアー2017 〜関東シリーズ 東京公演〜』の開催が発表された際、乃木坂46の公式サイトに「乃木坂46からのお知らせ」と題された動画が掲載され、渡辺が決意を表明した。同年4月2日、『乃木坂46の「の」』の第209回放送分より第11代目MCに就任した。
2018年（平成30年）6月・9月、乃木坂46版ミュージカル『美少女戦士セーラームーン』でセーラー戦士の一人セーラーマーキュリー（水野亜美）役を演じた。
2019年（平成31年）、23rdシングル「Sing Out!」で初選抜入りを果たした。
2020年（令和2年）1月9日、乃木神社で成人式に臨んだ。　
2021年（令和3年）3月14日、自身の公式インスタグラムを開設。同年5月16日、伊藤純奈とともに卒業することを発表した。同年6月9日、乃木坂46の27thシングル「ごめんねFingers crossed」で卒業、最終活動日は8月31日。同年8月31日、1st写真集『消極的な華やかさ』が発売された。
2022年（令和4年）3月1日、女優業を本格化させるにあたり、芸能事務所・アリゲーターに所属。同日にオフィシャルサイト「ARIMI」が開設された。
2023年（令和5年）1月23日発売の『週刊プレイボーイ』にて乃木坂46卒業後では初となるグラビアに登場し、水着＆ランジェリーグラビアを披露した他、初となるデジタル写真集『ちゃんと覚えてる』も配信された。
2024年（令和6年）7月2日、出演を予定していた舞台『トワイツガイII』（同月18日から上演）を病気療養のため降板することを発表。手術を受けたことを明らかにしているが、病名等は非公表。8月6日、入院を終え、歩けるまでに回復したことを報告した。

## 人物
愛称は、みりあ、みりあたん、みーちゃん。キャッチフレーズは「ダンスダンスダンス」。将来の夢は女優。
おばあちゃんが詐欺に遭いそうになったのを阻止したことがある。ラベンダーの香りのするエプソムソルトを入れて41℃の湯船で反復浴するのが習慣。筋膜リリースをライブ後にすると疲れが取れる。お酒には弱い。
2020年1月8日配信の『のぎおび』で2020年の目標として渡辺みり愛1st写真集を出版したい、朝ドラに出演したいと発表した。写真集を出版して今の自分自身を作品として残したいと思いを語っている。
乃木坂46在籍中、及び卒業後はしばらく写真集以外で水着グラビアを披露することはなかったが、『週刊プレイボーイ』にて披露した際に水着グラビアに興味があったと公表している。

### 嗜好
好きな花はアイスランドポピー。古着屋さんに行くのが好き。阿部慎之助のファン。憧れのブランドはノリコナカザト。香水はJILL STUARTとJO MALONE、ボデイクリームはWELEDAを使用。日日是好日という言葉を胸に生きている。
マイブームは読書（2018年時点）。おすすめの本は『ジヴェルニーの食卓』『絶望の底で夢を見る』。

### 趣味
趣味はカメラ、写真の加工、人の頬を触ること。

### 特技
特技はバレエ、テニス。
2018年頃からダンス教室に通っている。食生活アドバイザーの試験の勉強をしている。英語を独学で勉強中。
このほか2018年時点でお花の勉強を始めたいと考えており、資格の取得にも意欲を示している。

### 乃木坂46
3rdアルバム『生まれてから初めて見た夢』には、渡辺がセンターを務める17thアンダーメンバー曲「君が扇いでくれた」が収録されている。4thアルバム『今が思い出になるまで』では北野日奈子と堀未央奈のユニット曲「ゴルゴンゾーラ」が収録された。
活動しているユニットはプリン会（役職は取締役）。仲良しコンビは宇宙兄弟、大食いシスターズ。
ダンスについては「インフルエンサー」は個人的に一番踊りやすい。自分が楽しんで踊れる曲。「他の星から」は独特の振り付けが好き。「きっかけ」が好き。Seishiroさんの公演を観に行って刺激を受けた。ダンスの道に進む子がいないなら、私が開拓したい。全国ツアーの「Against」の一部分の振り付けを考案したこともある。

## 作品

### シングル
乃木坂46
- ボーダー（2015年3月18日、SRCL-8786） - EAN 4988009104614。
- 別れ際、もっと好きになる（2015年7月22日、SRCL-8844/5） - EAN 4988009110790。
- 嫉妬の権利（2015年10月28日、SRCL-8910/6） - EAN 4988009116754。
- 不等号（2016年3月23日、SRCL-9032/3） - EAN 4988009125503。
- シークレットグラフィティー（2016年7月27日、SRCL-9145/6） - EAN 4988009131429。
- ブランコ（2016年11月9日、SRCL-9260/1） - EAN 4547366278873。
- 2度目のキスから（2016年11月9日、SRCL-9262/3） - EAN 4547366278880。
- 風船は生きている（2017年3月22日、SRCL-9374/5） - EAN 4547366297539。
- アンダー（2017年8月9日、SRCL-9491/2） - EAN 4547366319163。
- ライブ神（2017年8月9日、SRCL-9493/4） - EAN 4547366319170。
- My rule（2017年10月11日、SRCL-9576/7） - EAN 4547366330335。
- 新しい世界（2018年4月25日、SRCL-9784/5） - EAN 4547366354157。
- スカウトマン（2018年4月25日、SRCL-9786/7） - EAN 4547366354164。
- 三角の空き地（2018年8月8日、SRCL-9913/4） - EAN 4547366369465。
- キャラバンは眠らない（2018年11月14日、SRCL-9974/82） - EAN 4547366382037。
- 日常（2018年11月14日、SRCL-9976/7） - EAN 4547366382044。
- Sing Out!（2019年5月29日、SRCL-11186/94） - EAN 4547366406672。
- Am I Loving（2019年5月29日、SRCL-11188/9） - EAN 4547366406689。
- 僕のこと、知ってる?（2019年9月4日、SRCL-11260/8） - EAN 4547366418569。
- 〜Do my best〜じゃ意味はない（2019年9月4日、SRCL-11266/7） - EAN 4547366418606。
- アナスターシャ（2020年3月25日、SRCL-11462/3） - EAN 4547366444209。
- 世界中の隣人よ（2020年5月25日）[72]
- 口ほどにもないKISS（2021年1月27日、SRCL-11682/3） - EAN 4547366487251。
- 錆びたコンパス（2021年6月9日、SRCL-11842/3） - EAN 4547366507317。

こじ坂46
- 風の螺旋（2014年11月26日、KIZM-90317/8） - EAN 4988003460884。

### アルバム
乃木坂46
- 透明な色（2015年1月7日、SRCL-8662/7） - EAN 4988009099934。
- それぞれの椅子（2016年5月25日、SRCL-9078/86） - EAN 4988009128580。
- 生まれてから初めて見た夢（2017年5月24日、SRCL-9437/44） - EAN 4547366307825。
- 僕だけの君〜Under Super Best〜（2018年1月10日、SRCL-9630/7） - EAN 4547366336214。
- 今が思い出になるまで（2019年4月17日、SRCL-11140/7） - EAN 4547366401325。
- Time flies（2021年12月15日、SRCL-12020/30） - EAN 4547366534184。

### 映像作品
- 2期生紹介③（2013年11月27日） - EAN 4988009087900。
- 研究生×山田篤宏 part3「里沙子を待ちながら」（2014年7月9日） - EAN 4988009094236。
- NOGIBINGO!2（2014年9月12日） - EAN 4988021299015。
- 研究生 part3（2014年10月8日） - EAN 4988009097275。
- 研究生「せかい の おわり は」（2015年3月18日） - EAN 4988009104591。
- NOGIBINGO!3（2015年4月24日） - EAN 4988021729635。
- AKB48 リクエストアワーセットリストベスト1035 2015（2015年4月30日） - EAN 4580303213667。
- 乃木坂46 2ND YEAR BIRTHDAY LIVE 2014.2.22 YOKOHAMA ARENA（2015年6月17日） - EAN 4988009110134。
- 渡辺みり愛&鈴木絢音「時空超越アイドル イマガール」（2015年7月22日） - EAN 4988009110783。
- NOGIBINGO!4（2015年10月16日） - EAN 4988021729734。
- 渡辺みり愛「ROLL」（2015年10月28日） - EAN 4988009116754。
- 悲しみの忘れ方 Documentary of 乃木坂46（2015年11月18日） - EAN 4988104099327。
- 初森ベマーズ（2016年1月20日） - EAN 4988104099433。
- NOGIBINGO!5（2016年2月19日） - EAN 4988021729871。
- 渡辺みり愛「わたしのみかた」（2016年3月23日） - EAN 4988009124919。
- 乃木坂46 3rd YEAR BIRTHDAY LIVE 2015.2.22 SEIBU DOME（2016年7月6日） - EAN 4988009129518。
- NOGIBINGO!6（2016年9月30日） - EAN 4988021714662。
- 渡辺みり愛「やさぐれみり愛」（2017年3月22日） - EAN 4547366297539。
- 乃木坂46 4th YEAR BIRTHDAY LIVE 2016.8.28-30 JINGU STADIUM（2017年6月28日） - EAN 4547366310580。
- NOGIBINGO!7（2017年8月4日） - EAN 4988021146081。
- NOGIBINGO!8（2018年3月16日） - EAN 4988021146821。
- 乃木坂46 5th YEAR BIRTHDAY LIVE 2017.2.20-22 SAITAMA SUPER ARENA（2018年3月28日） - EAN 4547366344523。
- 乃木坂46 真夏の全国ツアー2017 FINAL! IN TOKYO DOME（2018年7月11日） - EAN 4547366363999。
- NOGIBINGO!9（2018年10月19日） - EAN 4988021147392。
- 乃木坂46版 ミュージカル「美少女戦士セーラームーン」（2019年3月20日） - EAN 4589630117631。
- 乃木坂46 6th YEAR BIRTHDAY LIVE 2018.07.06-08 JINGU STADIUM&CHICHIBUNOMIYA RUGBY STADIUM（2019年7月3日） - EAN 4547366411270。
- ドラマ「ザンビ」（2019年8月2日） - EAN 4988021148474。
- NOGIBINGO!10（2019年10月25日） - EAN 4988021148757。
- いつのまにか、ここにいる Documentary of 乃木坂46（2019年12月25日） - EAN 4988104123695。
- 乃木坂46 7th YEAR BIRTHDAY LIVE 2019.2.21-24 KYOCERA DOME OSAKA（2020年2月5日） - EAN 4547366438956。
- 乃木坂46 8th YEAR BIRTHDAY LIVE 2020.2.21-24 NAGOYA DOME（2020年12月23日） - EAN 4547366482812。
- NOGIZAKA46 Mai Shiraishi Graduation Concert 〜Always beside you〜（2021年3月10日） - EAN 4547366491104。
- 乃木坂46 9th YEAR BIRTHDAY LIVE 5DAYS（2022年6月8日） - EAN 4547366541441, EAN 4547366541465。
- さ〜ゆ〜Ready?さゆりんご軍団ライブ/松村沙友理 卒業コンサート（2023年4月26日）[73]

## 出演

### テレビドラマ
- 初森ベマーズ（2015年7月11日 - 9月26日、テレビ東京）鎌田の教え子 役[74]
- オトナヘノベル（2016年11月17日、NHK Eテレ）番組内再現ドラマ「わたしはあきらめない！」[75]
- ザンビ（2019年1月24日 - 3月28日、日本テレビ）佐倉鈴音 役[76]

### その他のテレビ番組
- Rの法則（2015年6月8日 - 2018年4月24日、NHK Eテレ）第6期R'sメンバー・みーちゃんとして出演（R'sナンバー：000090）[77][78]

### テレビアニメ
- 邪神ちゃんドロップキックX（2022年8月10日、テレビ東京）観光客B 役

### 舞台
- じょしらく弐 〜時かけそば〜（2016年5月13日 - 14日・18日 - 19日・22日、AiiA 2.5 Theater Tokyo）波浪浮亭木胡桃 役[79][80]
- 乃木坂46版 ミュージカル「美少女戦士セーラームーン」（2018年6月8日 - 24日、天王洲 銀河劇場 / 9月21日 - 30日、TBS赤坂ACTシアター）Team STAR：水野亜美 / セーラーマーキュリー 役[81]
- 梅棒 13th “RE”WORK「風桶」 （2021年12月17日 - 30日、東京：本多劇場 / 2022年1月7日 - 10日、大阪：COOL JAPAN PARK OSAKA TTホール / 1月20日 - 21日、愛知：名古屋市芸術創造センター）[82]
- レ・ミゼラブル〜惨めなる人々〜（2022年5月21日 - 29日、シアターX）コゼット 役[83]
- Little Fandango（2022年6月10日 - 19日、東京：EX THEATER ROPPONGI / 7月2日 - 3日、大阪：COOL JAPAN PARK OSAKA TTホール）ヘンリー / ホアニータ 役[84]
- 朗読劇「3と1/2の海の底〜three and a half in the SEA〜」（2022年7月8日、新江ノ島水族館 相模湾ゾーン水槽前）[85]
- キミと僕の最後の戦場、あるいは世界が始まる聖戦（2022年10月20日 - 24日、東京：シアター1010 / 11月10日 - 13日、大阪：COOL JAPAN PARK OSAKA TTホール）アリスリーゼ・ルゥ・ネビュリス9世 役[86][87]
- 舞台「トワツガイ」（2023年6月16日 - 25日、サンシャイン劇場）ハクチョウ役[88]
- ドラマ・リーディング「庭の木と四つの物語」夏〜「ベティ・ド・ラ・ポンシュ」〜 そして…秋〜「トレアドール」〜（2023年11月10日 - 12日、 六本木トリコロールシアター）[89]
- アリゲーター朗読劇「Le Petit Prince〜星の王子さま〜」（2023年11月28日 - 29日、KIWA TENNOZ）[90]
- 朗読劇「青野くんに触りたいから死にたい」presented by eeo Stage（2024年9月11日 - 16日、CBGKシブゲキ!!）刈谷翠 役[91]
- ミュージカル「神が僕を創る時」（2024年10月18日 - 27日、こくみん共済 coop ホール/スペース・ゼロ）若空 役[92]
- 朗読劇「モノクロの空に虹を架けよう」（2025年2月24日 - 25日、新宿シアタートップス）[93]
- 〜女子大小路の名探偵 新章〜 舞台「死は、ど真ん中に転げ落ちて」（2025年3月15日 - 23日、博品館劇場）[94]

#### 降板
- トワイツガイII（2024年7月18日 - 23日、東京・大手町三井ホール） - ハクチョウ役での出演が予定されていたが、病気療養のため降板[37]。

### ネット配信
- 乃木坂46 秋元真夏生誕記念 "真夏リスペクト軍団"全員生出演〜真夏を全力チアー(応援)〜（2016年8月20日、ニコニコ生放送）[95]
- 乃木坂46 秋元真夏リスペクト軍団全員生出演 〜2度目のニコ生SP〜（2016年11月1日、ニコニコ生放送）[96]
- 乃木坂46 秋元真夏リスペクト軍団全員生出演 〜クリスマス特番ニコ生SP〜（2016年12月20日、ニコニコ生放送）[97]
- 乃木坂46 秋元真夏写真集発売記念! 軍団員から感謝の特番 〜真夏さんありがとう〜（2017年3月18日、ニコニコ生放送）[98]
- 乃木坂46 真夏さんリスペクト軍団生出演〜4人で最後のニコ生SP〜（2018年7月11日、ニコニコ生放送）[99]

### ラジオ
- イマドキッ ドゥフドゥフ90分（2023年5月31日 - 、毎日放送）第一部レギュラー[100]

## 書籍

### 写真集
- 季刊 乃木坂 vol.4 彩冬（2014年12月26日、東京ニュース通信社）[101]
- 消極的な華やかさ（2021年8月31日、竹書房）[102][32][33]

### 雑誌
- LOVE berry（徳間書店）
  - vol.1（2016年1月10日）モデル[11]
  - vol.6（2017年3月15日）モデル[103]

### デジタル写真集
- 週プレグラジャパ！ ちゃんと覚えてる（2023年1月23日、集英社）[104]